# Ould Lamine Abdallah
Abdallah Ould Lamine Fares (1 Janvier 1929, 13 Février 2022) est un athlète franco-marocain spécialiste des courses de fond.
Il participe aux Jeux olympiques d'été de 1952 à Helsinki et se classe 17e de l'épreuve finale du 10 000 mètres.
Il est 4 fois champion du monde au Championnats du monde de cross-country militaire en 1949-1953-1955-1956.
Au terme de l'épreuve de 14 km 500 des championnats internationaux de cross country disputés le 21 mars 1953 à l'Hippodrome de Vincennes, il s'adjuge la troisième place du classement individuel et la deuxième place du classement par équipes nationales avec ses coéquipiers français, Pierre Prat, Mohamed Bouali, André Lecat, Boualem Labadie et Ali Ou Bassou.